# Jason Taylor (football américain)
Pour les articles homonymes, voir Jason Taylor.
Pro Football Hall of Fame 2017
(en) Statistiques sur pro-football-reference
 Jason Taylor est un joueur de football américain né le 1er septembre 1974 à Pittsburgh en Pennsylvanie et qui évoluait au poste de defensive end.

## Carrière
Il est recruté par les Dolphins de Miami en 1997 au 3e tour de draft (73e choix de draft).
À la fin de la saison 2007, il avait cumulé 117 sacks depuis 1997.
En 2008, après avoir exprimé son souhait de quitter Miami, il a été échangé contre deux futurs choix de draft chez les Redskins de Washington.
Pour la saison 2009, il revient finalement chez les Dolphins de Miami, après avoir été libéré par les Redskins à la suite d'une saison marquée par des blessures. Il a signé un contrat pour une saison. À la fin de ce contrat, Taylor, agent libre, signe le 20 avril 2010 pour les rivaux de l'AFC Est, les Jets de New York. Il est libéré par la franchise le 28 février 2011. Il revient finalement une troisième fois chez les Dolphins, avant de prendre sa retraite à la fin de la saison 2011.
Il a participé à l'émission américaine Dancing with the Stars, terminant 2e, derrière la patineuse artistique Kristi Yamaguchi.

## Palmarès
- Pro Bowl : 2000, 2002, 2004, 2005, 2006, 2007
- All-Pro : 2000, 2001, 2002, 2006
- Élu meilleur défenseur de l'année en NFL (2006)